# Forever and Ever
Singles de Demis Roussos
Goodbye, My Love, Goodbye
(1973) Velvet Mornings
(1973)
Forever and Ever est une chanson anglaise du chanteur grec Demis Roussos parue en 1973 chez Philips.
La chanson a atteint en France le score de plus de 400 000 exemplaires vendus, faisant de ce titre un des principaux succès du chanteur cette année-là. Le disque sera la 27e meilleure vente de 45 tours en 1973. Forever and Ever est l'un des plus grands succès de la carrière du chanteur, atteignant la première place dans plusieurs pays.

## Contexte et sortie
Cette chanson est reprise dans l'album 33 tours du même titre, également paru en 1973 chez Philips. L'album est publié à travers toute l'Europe, au Japon, en Australie et dans plusieurs pays d'Amérique Latine. La chanson écrite par Alec R. Costandinos et Stélios Vlavianós, est réalisée par Demis Roussos.
En Espagne, Forever and Ever est parue en face B de Velvet Mornings, chanson qui sera interprétée par Demis Roussos pour représenter la Grèce au Festival international de la chanson populaire à Rio de Janeiro,.

## Accueil commercial
La chanson a notamment atteint la première place en Belgique — dans les classements wallon et flamand, —, au Brésil, au Danemark, au Mexique, en Rhodésie, au Royaume-Uni, sous le titre de The Roussos Phenomenon et en Turquie, le top 5 en Autriche, en France, au Guatemala, en Irlande et aux Pays-Bas, ainsi que le top 10 en Finlande et en Italie,.

## Liste des titres
| A. | Forever and Ever | 3:42 |
| B. | Velvet Mornings  | 3:38 |

## Crédits
- Demis Roussos – réalisateur, chant
- Alec R. Costandinos – écriture
- Stélios Vlavianós – écriture, arrangement
- Bernard Leloup – pochette, photographie
- Roger Roche – ingénieur du son
- Didier Pitois – ingénieur du son

Crédits adaptés des notes d'accompagnement.

## Classements
| Classement (1973–76)                    | Meilleure position |
| --------------------------------------- | ------------------ |
| Allemagne de l'Ouest (Media Control)    | 26                 |
| Australie (Kent Music Report)           | 60                 |
| Autriche (Ö3 Austria Top 40)            | 4                  |
| Belgique (Flandre Ultratop 50 Singles)  | 1                  |
| Belgique (Wallonie Ultratop 50 Singles) | 1                  |
| Brésil (IBOPE)                          | 1                  |
| Danemark (IFPI)                         | 1                  |
| Finlande (Suomen virallinen lista)      | 6                  |
| France (IFOP)                           | 4                  |
| Guatemala (Radio Internacional)         | 4                  |
| Irlande (IRMA)                          | 4                  |
| Israël (IBA)                            | 15                 |
| Italie (Musica e dischi)                | 10                 |
| Mexique (Ortiz)                         | 1                  |
| Pays-Bas (Nederlandse Top 40)           | 2                  |
| Pays-Bas (Nationale Hitparade)          | 2                  |
| Portugal (Billboard)                    | 1                  |
| Rhodésie (Hits of the Week),            | 1                  |
| Royaume-Uni (UK Singles Chart)          | 1                  |
| Turquie (TRT)                           | 1                  |

| Classement (1973)              | Position |
| ------------------------------ | -------- |
| Autriche (Ö3 Austria Top 40)   | 17       |
| Belgique (Flandre Ultratop)    | 5        |
| France (SNEP)                  | 26       |
| Italie (Musica e dischi)       | 33       |
| Pays-Bas (Nederlandse Top 40)  | 13       |
| Pays-Bas (Nationale Hitparade) | 13       |